# Кузьмин, Василий Несторович
Васи́лий Не́сторович Кузьми́н (1797—1855) — русский востоковед.
Сын священника, учился в Санкт-Петербургском университете, был профессором института восточных языков при Ришельевском лицее. В «Записках Одесского общества истории и древностей» (1849, т. II) есть его статья: «Бахчисарайские надписи, находящиеся в мечетях, ханском дворце и на кладбище».